# Julius Dinder

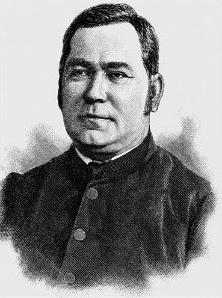
Julius Dinder als Priester

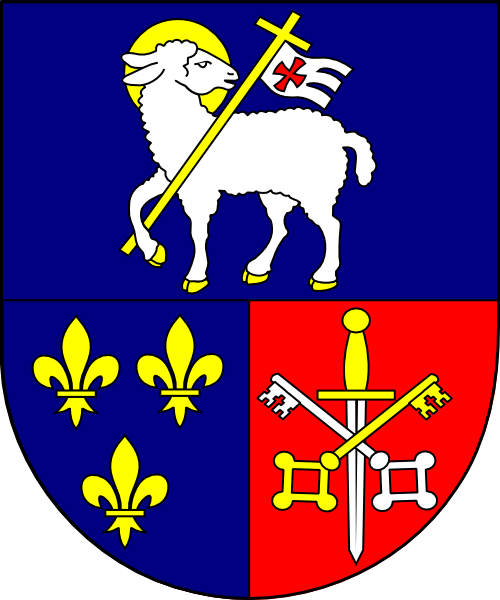
Wappenschild des Primas Poloniae,
Erzbischof Julius Dinder

Julius Dinder (* 9. März 1830 in Rößel; † 30. Mai 1890 in Posen) war der erste und einzige deutsche Erzbischof von Gnesen und Primas von Polen.

## Leben
Dinder, dessen Vater Schneidermeister war, besuchte nach der Volksschule zunächst das Progymnasium in Rößel und machte dann am Gymnasium in Braunsberg das Abitur. Nach dem Theologiestudium am Lyceum Hosianum in Braunsberg wurde er 1856 zum Priester geweiht. Da er auch die polnische Sprache beherrschte, bekam er zunächst die polnischsprachige Kaplansstelle in Bischofsburg, sodann die Pfarrstelle in Großlienen, 1868 wurde er Propst in Königsberg in Preußen. Weil der Königsberger Propst als Seelsorger auch für die wenigen Katholiken im Samland zuständig war, hatte Dinder eine sehr große Gemeinde zu betreuen, zudem war er auch noch Militärpfarrer für Königsberg und Pillau.
Nach der Verkündung des Unfehlbarkeitsdogmas durch das 1. Vatikanische Konzil kam es innerhalb der katholischen Gemeinden in Königsberg zu erheblichen Spannungen, da sich ein Teil als Altkatholiken selbstständig machte. Im Jahre 1876 musste Dinder dann sogar „seine“ Propsteikirche in Königsberg den Altkatholiken überlassen.
1886 wurde Dinder zum Erzbischof von Gnesen-Posen mit dem Sitz in Posen ernannt. In diesem Doppel-Bistum waren Deutschsprachige, die zudem noch überwiegend protestantisch waren, nur eine Minderheit, die Mehrheit bestand aus katholischen Polnischsprachigen, Masuren und Kaschuben. So wollten sich Polnischsprachige mit einem deutschsprachigen Erzbischof keineswegs abfinden. Der polnischsprachige Propst Jadzewski, der Mitglied des deutschen Reichstags war, formulierte sogar: „Den Dinder hol der Schinder“.
Aber auch seitens des preußischen Staates erhielt Dinder keine besondere Unterstützung, der preußische Kultusminister Goßler nannte Dinder einen politisch „zweifelhaften“ und im Sinne der Staatsraison „unsicheren“ Bischof.
Seit 1875 unterstützte Dinder die neu gegründete katholische Studentenverbindung Borussia im KV und wurde deren Ehrenmitglied, bis zu seinem Tode blieb Dinder dem KV eng verbunden.
Dinder starb nach langer schwerer Krankheit, zuletzt war er auch noch fast völlig erblindet. Seine nur vierjährige Amtszeit als Erzbischof hat in Posen keine wesentlichen Spuren hinterlassen, sein Nachfolger im Amt wurde mit Florian Stablewski wieder ein ethnischer Pole.
Dinders Grab befindet sich im Dom zu Posen, sein Grabstein wurde von Władysław Marcinkowski gestaltet.